# Janice Joseph
Janice Joseph ist eine US-amerikanische Kriminologin karibischer Herkunft, die als Professorin an der Stockton University forscht und lehrt. 2009/10 amtierte sie als Präsidentin der Academy of Criminal Justice Sciences (ACJS). Von 2021 bis 2024 war sie zudem Präsidentin der World Society of Victimology (WSV).

## Werdegang und Wirken
Die in der Karibik geborene und aufgewachsene Joseph legte an der University of the West Indies ein Bachelor-Examen im Fach Soziologie ab. Sie setze ihr Studium in Kanada fort, wo sie, ebenfalls in Soziologie, den Master-Titel an der York University in Toronto erwarb und zur Ph.D. promoviert wurde. Anschließend arbeitete sie an der Vancouver Island University, wo sie den Fachbereich Kriminologie gründete und leitete. 1989 wanderte sie in die USA aus und ist seither Professorin an der Stockton University in New Jersey.
Sie publizierte hauptsächlich zu den Themen: Gewalt gegen Frauen, Minderheiten und Kriminalität, Jugendkriminalität und Bandenkriminalität. 